# Santa Clara (volcan)
Pour les articles homonymes, voir Santa Clara.
Le Santa Clara est un volcan situé dans le département de León, dans l'ouest du Nicaragua. Il fait partie du complexe Telica/Rota.
À 4 km à l'est se trouve le champ géothermique des « bouilloires de San Jacinto » (Hervideros de San Jacinto).

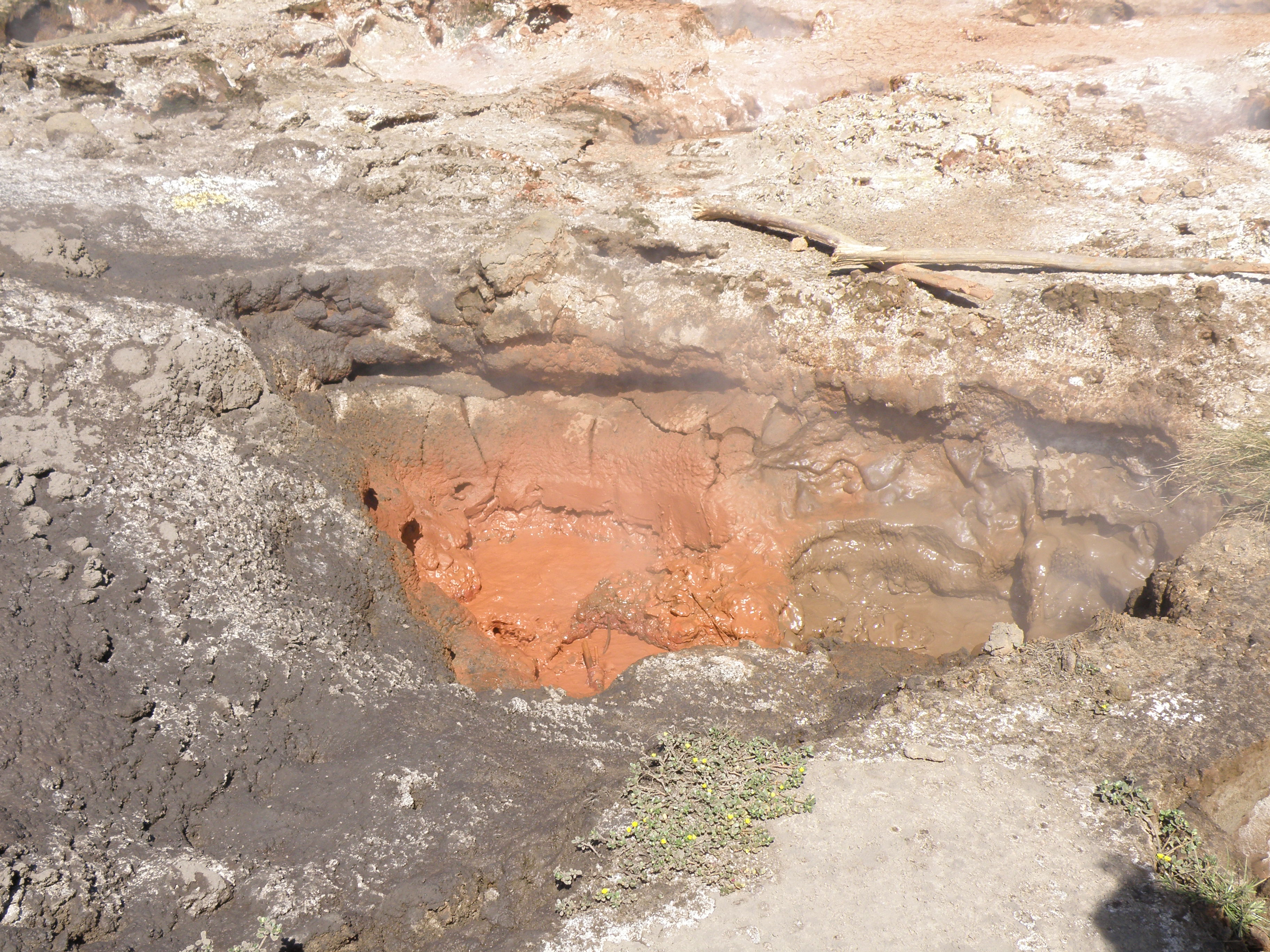
Marmite de boue.
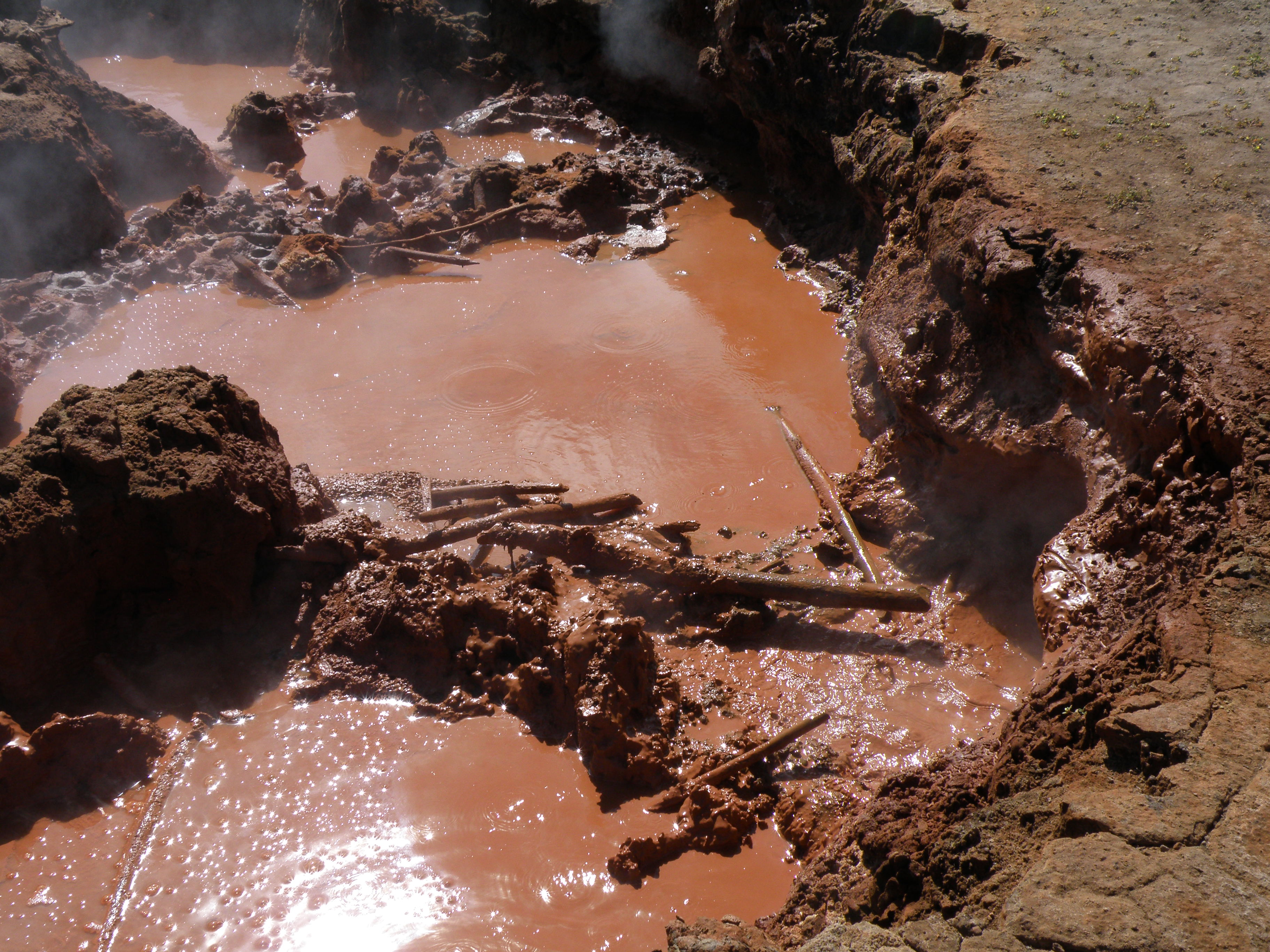
Argile volcanique.
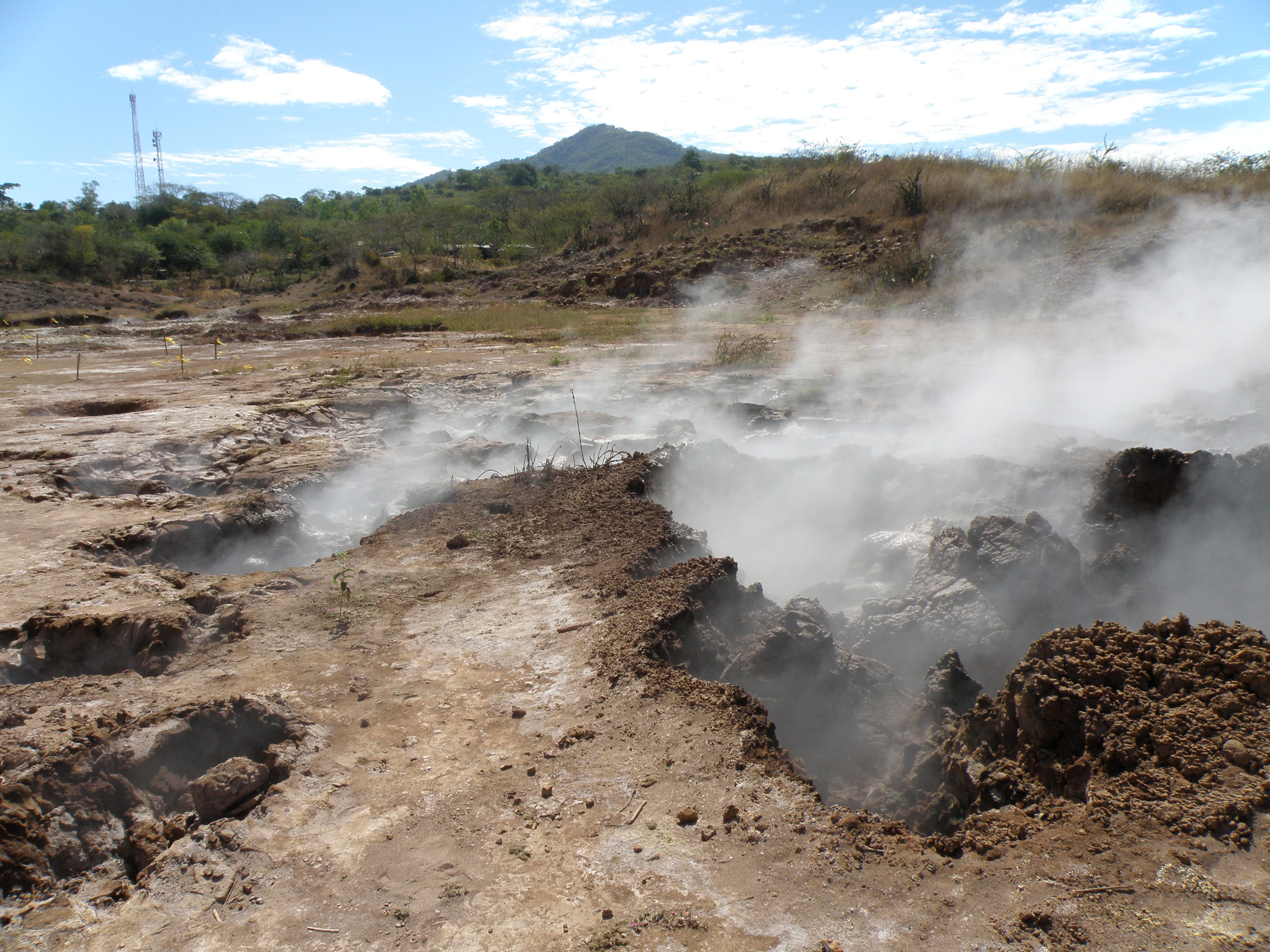
Fumerolle.

Le complexe inclut un champ de fumerolles et de marmites (micro-cratères) qui émettent de la vapeur d'eau, du dioxyde de carbone et d'autres gaz provenant du magma qui chauffe les eaux sous la surface de la terre. Les gaz provoquent l'expulsion de boues brûlantes qui se déposent autour d'eux. Ces phénomènes sont le résultat de l'écoulement d'une nappe d'eau dans une veine de magma près du volcan Telica. Des habitants utilisent la boue volcanique pour façonner de petites œuvres en argile. Une chute d'eau thermale forme plusieurs bassins naturels que la population locale utilise pour se baigner et laver son linge.